# Johann August Grunert
Johann August Grunert, né le 7 février 1797 à Halle-sur-Saale et mort le 7 juin 1872 à Greifswald, est un mathématicien prussien.

## Biographie
Grunert commence ses études en 1815 à l'université Martin-Luther de Halle-Wittemberg, où il étudie d'abord l'architecture, mais les cours de Johann Friedrich Pfaff le séduisent pour les mathématiques. Il étudie auprès de  Carl Friedrich Gauß à Göttingen puis retourne à Halle, où il obtient un doctorat en 1820, avec une thèse intitulée :  « De resolutione functionum fractarum in fractiones simplices partiales ». De 1821 à 1828 il est enseignant au lycée de  Torgau; en même temps, il occupe à Torgau la place de professeur à l'École militaire de la 6e division et celle de membre de la Commission militaire d'examen. puis il travaille jusqu'en 1833 au gymnase de Brandebourg-sur-la-Havel ; c'est là qu'il termine le  Dictionnaire de Klügel,. En 1833 il est nommé professeur titulaire (ordentlicher Professor) de mathématiques à l'université de Greifswald, où il reste jusqu'à sa mort. Il enseigne également, à partir de 1838, à l'Académie royale d'État et d'agriculture d'Eldena (de).
Ses manuels d'enseignement pour les classes terminales et intermédiaires des lycées ont été réédités plusieurs fois. Il était également rédacteur en chef de la revue Archiv der Mathematik und Physik. Cette revue contient quelque 500 notes, commentaires ou articles de Grunert.

## Distinctions
En 1870, le roi de Prusse lui confère l'ordre de l'Aigle rouge de 3e classe.
Depuis 1842 il était membre correspondant de l'Académie bavaroise des sciences. Il était aussi membre de l'Académie hongroise des sciences, de l'Académie royale des sciences de Suède, de la Société royale des sciences d'Uppsala, de l'Académie autrichienne des sciences, et de l'Académie allemande des sciences Leopoldina, de la Société  des sciences physiques et naturelles de Bordeaux, de la  Société  physiographique de Lund, de la Société dunkerquoise pour l'encouragement des sciences des lettres et des arts, de la Société mathématique de Hambourg, et de nombreuses autres sociétés savantes.

## Publications
- Die Kegelschnitte (Leipzig 1823)
- Die Statik fester Körper (Halle 1826)
- Wörterbuch der reinen Mathematik (Leipzig 1833–1836, 2 vol.)
- Elemente der Differential- und Integralrechnung (Leipzig 1837, 2 parties) [lire en ligne]
- Elemente der ebenen, sphärischen und sphäroidischen Trigonometrie (Leipzig 1837)
- Leitfaden für den ersten Unterricht in der höhern Analysis (Leipzig)
- Elemente der analytischen Geometrie (Leipzig 1839, 2 vol.)
- Lehrbuch der Mathematik und Physik für staats- und landwirtschaftliche Lehranstalten (Leipzig 1841–50, 3 vol.)
- Optische Untersuchungen (Leipzig 1846–51, 3 vol.)
- Beiträge zur meteorologischen Optik und zu verwandten Wissenschaften (Leipzig 1850, part 1)
- Loxodromische Trigonometrie (Leipzig 1849)
- Geometrie der Ebene und des Raums (Greifswald 1857)
- Theorie der Sonnenfinsternisse (Vienne 1855)